# 連恩·羅素
連恩·布勞赫·羅素（德語：Liane Brauch Russell，1923年8月27日—2019年7月20日），奧地利裔美国動物學家及專攻哺乳類基因的遗传学家。她的研究以老鼠為實驗對象，研究輻射、藥物對哺乳類染色体中性别决定系统的影響。她的研究有助於了解哺乳類致突變和致畸的過程，也知道如何預防或避免上述的過程。
連恩·羅素的丈夫威廉·羅素也是專攻哺乳類基因的遗传学家。

## 生平

### 早年生活
連恩·羅素在1923年出生在奧地利的維也納。她的父親是位化學家，她小時候住在奧地利，在1938年二次世界大戰時全家搬到倫敦，後來移民美國，並在美國求學，在1946年歸化成為美國公民。

### 求學
連恩·羅素在英國完成中學學業，當時正在第二次世界大戰，學校所有的學生都是女生。在移居在美國後，她就讀紐約的亨特學院，1945年時在芝加哥大學獲得動物學博士學位。連恩·羅素的丈夫威廉·羅素是她的導師。
她的第一份工作是在大學時擔任保姆，之後也曾在課後擔任醫生的接待員。

## 研究生涯
連恩·羅素在1937年至1947年的期間在杰克逊紀念实验室擔任研究助理，並在芝加哥大學擔任研究員。1947年時搬到橡树岭国家实验室，擔任高級研究員兼科長，一直到2002年為止。而其夫婿威廉·羅素也和她一起在杰克逊紀念实验室及橡树岭国家实验室從事遺傳學的研究
。
羅素夫婦主要研究輻射引發的基因突變。連恩·羅素在1975年到1995年的期間是哺乳類基因及發展部門的負責人。後來研究擴展到研究藥物、石油及廢棄物等化學物品對老鼠的影響，因此研究領域也從傳統基因學延伸到分子分析。

## 公益活動
連恩·羅素是致力保護荒野和國有土地和河流的行动主义者。在1966年時組織了田納西州公民的荒野規劃（Tennessee Citizens for Wilderness Planning, TCWP）。在十年的努力後，1976年獲得國家自然與風景河流組織將125,000英畝的大南叉國立流域和遊樂區及俄備得河交由他們管理。

## 榮譽
- 1973年的伦琴奖（Roentgen Medal）[8]
- 1979年亨特學院的名人紀念館
- 马乔里·斯通曼·道格拉斯（英语：Marjory Stoneman Douglas）獎
- 1993年环境突变原学会（英语：Environmental Mutagen Society）獎
- 1994年恩里科·費米獎[1]